# Wen Wang
Wen Wang (nom posthume : chinois : 周文王 ; pinyin : Zhōu Wén Wáng , soit littéralement « roi Wen de Zhou » ou « roi Wen des Zhou »), ou encore Ji Chang (chinois : 姬昌) est le patriarche/dirigeant de l'État de Zhou à la fin de la dynastie Shang. Si Ji Chang initie le conflit entre les Zhou et les Shang, il meurt avant d'en voir la conclusion et c'est son second fils, Ji Fa, qui détruit définitivement les Shang lors de la bataille de Muye. Après sa victoire, Fa honore son père en lui accordant le rang de roi et fondateur de la dynastie Zhou à titre posthume.
Comme, de son vivant, Chang portait le titre de "Duc", il est fréquemment confondu avec son quatrième fils, le Duc de Zhou, également connu sous le nom de «Seigneur Zhou», alors que ce sont des personnages historiques différents.
De nombreuses odes du « Classique des vers » sont des éloges vantant l'héritage de Wen Wang. Certains considèrent qu'il s'agit du premier héros épique de l'histoire chinoise.

## Archéologie
Des érudits chinois, dont Wang Yunwu (chinois : 王雲五), Li Xueqin (chinois : 李学勤), etc. ont identifié des mentions concernant le Wen Wang, grâce au sinogramme chinois : 周方白 ; pinyin : Zhōufāng bó ; litt. « Ainé de la région de Zhou », mentionné dans les inscriptions H11:82 & H11:84 des os oraculaires trouvés lors de fouilles réalisées à Zhouyuan (chinois : 周原), Xian de Qishan.

## Biographie

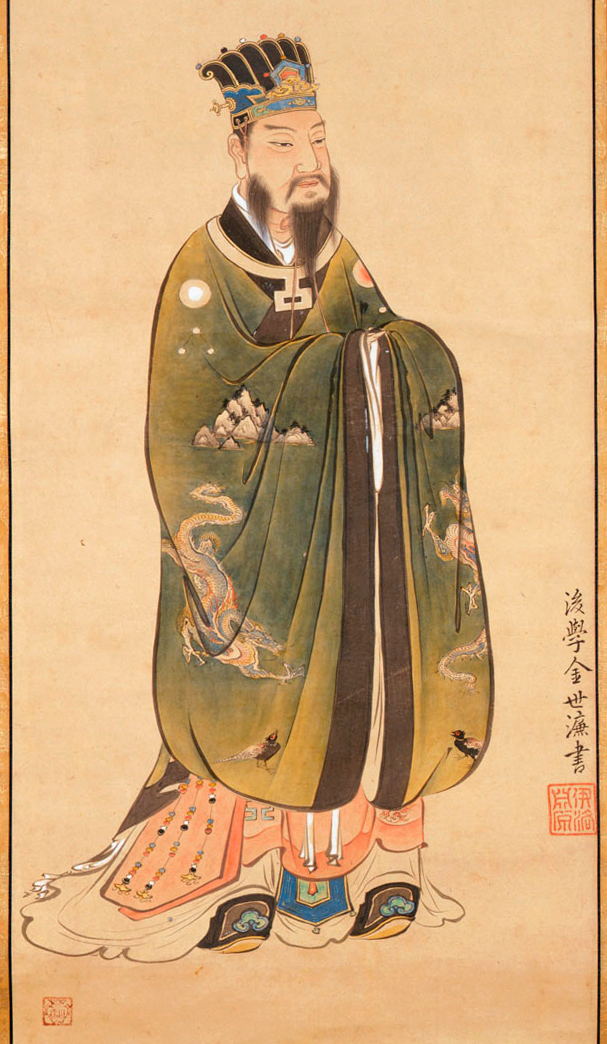
Peinture représentant le roi Wen de Zhou, par Kanō Sansetsu.
Japon, période Edo, 1632.

Portant à la naissance le nom de Ji Chang (姬昌), Wen est le fils de Tairen et de Jili, le dirigeant des Zhou. Ces derniers sont un clan vassal de la dynastie Shang, dont le territoire s'étend le long de la rivière Wei dans l'actuel Shaanxi. Bien que servant fidèlement les Shang, Jili est trahi et exécuté par le roi Wen Ding à la fin du XIIe siècle av. J.-C. Le jeune Chang devient alors le nouveau chef de la lignée Zhou.
Wen Wang épouse Taisi et a dix fils et une fille avec elle, et au moins huit autres fils avec des concubines.
Au bout d'un certain temps, le roi Zhou de Shang commence a craindre le pouvoir croissant de Wen, et le fait emprisonner à Youli, après qu'il a été calomnié par le marquis de Chong.
Selon certains récits, avant d’être libéré Wen Wang aurait été obligé de manger des galettes de viande, ou de la soupe, préparée à partir de la chair de son fils aîné Boyi Kao, qui venait d'être tué sur ordre du roi Xin. En réalité, on sait que Boyi est décédé avant son père, mais la cause de sa mort n'est pas historiquement déterminée. Quant à libération de Ji Chang, elle intervient lorsque certains fonctionnaires de Di Xin, impressionnés par la droiture du chef, finissent par soudoyer le roi pour obtenir sa miséricorde et la grâce de Wen. Il est finalement libéré et reçoit le titre de «Suzerain de l'Ouest», qui avait déjà été décerné à son père.
Une fois de retour chez lui, Wen commence à comploter pour renverser les Shang. Au cours de sa première année en tant que suzerain de l'Ouest, il règle un conflit foncier entre les États de Yu et Rui, gagnant ainsi une plus grande reconnaissance parmi les nobles. C'est à ce moment-là que certains nobles commencent à l'appeler «Wang» (roi). C'est également à cette période qu'il aurait rencontré et recruté le stratège Jiang Ziya, futur duc de Qi et conseiller de grand talent. Il repousse également une invasion des Quanrong, un terme générique désignant des peuples non sinisés, et occupe une partie de leurs terres. L'année suivante, il fait campagne contre le Mixu, un État dont le chef harcèle les petits États de Ruan et Gong. Finalement, il annexe les trois États. L’année d’après, il attaque Li, un État sous le contrôle indirect des Shang, et encore un an plus tard, c'est au tour de E, un État rebelle opposé aux Shang. Dans les deux cas, le bref conflit s’achève par une annexion au profit des Zhou. L'année suivante, c'est au tour du Chong et de son marquis de subir les foudres des Zhou. Cette nouvelle victoire permet à Wen de se venger du responsable de sa disgrâce et d'accéder au gué de Meng. Ce gué est un passage stratégique, car il suffit de le franchir pour que les troupes des Zhou puissent attaquer directement les Shang.
Victoires après victoire, Wen Wang et les Zhou ont pris le contrôle d'environ les deux tiers de l'ensemble du royaume Shang, soit comme possessions directes, soit par le biais d'alliances. La même année, Wen déplace sa capitale administrative à Feng, une ville située une centaine de kilomètres à l'est du mont Qi. En agissant ainsi, il place les Shang sous la menace d'une attaque imminente, mais il ne peut pas la mener personnellement, car l'année suivante, le suzerain de l'Ouest meurt avant d'avoir pu traverser le gué. D'autres sources suggèrent qu'il est mort au combat pendant la campagne des Zhou contre les Shang.
Quatre ans après sa mort, son deuxième fils, Ji Fa, plus connu sous le nom de roi Wu de Zhou, suit ses traces et écrase les Shang lors de la bataille de Muye, acte fondateur de la dynastie Zhou. Fa choisit de donner à son père le nom «Wen», qui signifie désormais «le cultivé» ou «le civilisé», après l'avoir élevé au rang de roi à titre posthume, ce afin de l'honorer. Il est le seul noble à porter le nom posthume de «Wen» pendant presque toute la première moitié de la dynastie Zhou, malgré son usage courant comme épithète d'éloge funèbre, afin d'honorer la personne décédée.

## Mandat du Ciel
Le mandat du Ciel, ou mandat céleste (天命 : Tiānmìng), est la base de la légitimité politique de la dynastie Zhou. Cette théorie est largement reprise tout au long des millénaires suivants et va servir de base à la légitimité de tous les successeurs des Zhou, jusqu’à l'instauration de la république en Chine.
Selon cette théorie, c'est le Ciel (天, Tian), qui choisit le souverain de la Chine, de la même manière qu'un souverain établirait un vassal. Le souverain ainsi choisi est le Fils du ciel (chinois: 天子; pinyin: Tiānzǐ), qui règne sur le Céleste Empire (chinois: 天下, Pinyin: tiān xià, Wade-Giles: t'ien¹-hsia⁴), littéralement «Sous le ciel». Cette légitimité découlant de la volonté du Ciel est transmise, à travers la personne du dirigeant, jusqu'aux seigneurs et à la famille de ce dernier. Le titre de "Fils du ciel" porté par le souverain est un rappel direct de la structure de la société patrilinéaire basée sur la parenté des Zhou Prédynastiques. Si le souverain n'est pas suffisamment vertueux, le Ciel choisit un nouveau successeur, annoncé par divers présages ou désastres. D’après cette théorie, forgée en grande partie après la mort de Wen Wang, ce dernier avait été mandaté par le Ciel parce que la vertu des rois Shang avait trop décliné.
Si cette théorie politique a été affinée et complexifiée au fil du temps, elle semble avoir comme base l'interprétation par Wen Wang de deux phénomènes célestes inhabituels qui ont lieu en 1058 av. J.-C. En mai, a lieu la conjonction planétaire la plus importante depuis cinq cents ans : les cinq planètes visibles à l'œil nu pouvant être observées dans la constellation du Cancer. Cette conjonction est suivie, quelque temps plus tard, par une apparition de la comète de Halley. Wen Wang observe ces phénomènes célestes et les interprète comme étant un message du Ciel le choisissant pour être le nouveau roi.
Les documents officiels de l'époque n'indiquent pas directement que Ji Chang a reçu le Mandat du Ciel; mais les textes anciens s'accordent tous pour dire qu'il a réellement obtenu la bénédiction divine afin de devenir le nouveau roi. Les premiers documents, tels que les inscriptions sur le Da Yu Ding, décrivent le Mandat du ciel comme étant une véritable événement astronomique. Le terme utilisé pour décrire cet événement est «le grand commandement dans le ciel» (chinois : 天有大令). C'est au cours des générations suivantes que les Zhou vont développer ce concept, pour en faire un système de légitimation du pouvoir qui va être utilisé par les monarques et empereurs chinois pendant environ 3 000 ans.

## Postérité
« Ah ! Solennel est le temple clair,

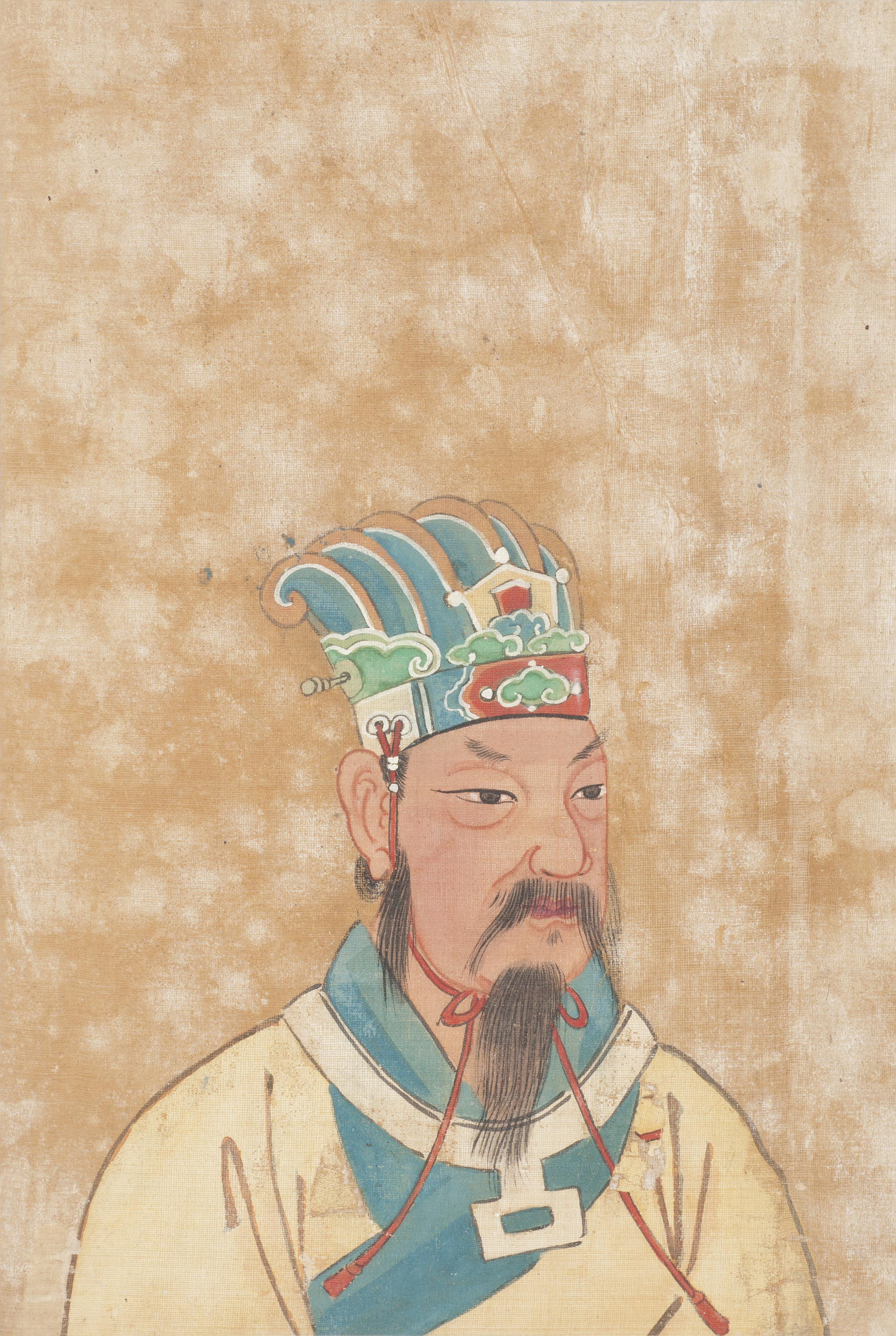
Son portrait dans l'album Portraits of Famous Men c. 1900, Philadelphia Museum of Art

respectueux et concordant [sont] les illustres assistants.
Dignes, dignes sont les nombreux officiers,
se raccrochant à la vertu du roi Wen.
Répondant par la louange à Celui qui est au Ciel,
ils se précipitent rapidement dans le temple.
Très illustre, très honoré,
Que [le roi Wen] ne se lasse jamais de [nous] les hommes.
source : "Éloges du temple Clair Zhou" (chinois : 清廟 ; pinyin : Qīng miào) »

Une grande partie des odes les plus anciennes du « Classique des vers » (Shijing 詩經) sont des hymnes vantant les réalisations et l'héritage de Wen Wang. Il était également considéré comme étant un grand héros par Confucius, dont les adeptes ont joué un rôle important dans le façonnement de la culture chinoise.

### Divination
Selon la tradition, Wen Wang aurait rédigé des commentaires sur les 64 hexagrammes du Yi Jing, appelés guaci (卦辭).
La séquence la plus couramment utilisée des 64 hexagrammes lui est attribuée et est généralement appelée "séquence du roi Wen".

### Honneurs posthumes
En l'an 196 AV. jc, l'empereur Han Gaozu décerne à Wen Wang le titre de "Plus Grand de tous les Rois".

## Famille
Épouse:
- Tai Si, de la branche Youshen du clan Si (太姒 姒姓 有莘氏)

Concubines:
- Une Dame, du clan Zi des Shang (子姓), fille de Wen Ding et sœur cadette de Di Yi
- Autres épouses.

Fils:
- Avec Tai Si[20]:
  - Premier fils: Boyi Kao;
  - Second fils: Fa (發); fondateur de la dynastie Zhou et connu sous le nom de Roi Wu de Zhou;
  - Troisième fils: Xian (鮮), dirigeant de l'État de Guan;
  - Quatrième fils: Dan (旦),
    - Grand Tuteur et Régent du Roi Cheng de Zhou[21];
    - Boqin, le fils de Dans, devient Duc de Lu;

  - Cinquième fils: Du (度), dirigeant de l'État de Cai;
  - Sixième fils: Zhenduo (振鐸), dirigeant de l'État de Cao;
  - Septième fils: Wu (武), dirigeant de l'État de Cheng (郕);
  - Huitième fils: Chu (處), dirigeant de l'État de Huo;
  - Neuvième fils: Feng (封), dirigeant de l'État de Kang, puis de celui de Wey;
  - Dixième fils: Zai (載), dirigeant de l'État de Ran (冉) ou Dan (聃).
- Avec ses autres épouses[22]:
  - Le dirigeant de l'État de Gao 郜;
  - Comte de Yong 雍;
  - Zheng (鄭), Duc de Mao 毛[23];
  - Xiu (繡), dirigeant de l'État de Teng[24];
  - Gao 高, Duc de Bi 畢[25];
  - Le Comte de Yuan 原
  - Le Marquis de Feng 酆
  - Le Comte de Xun 郇
  - Peut-être (filiation non prouvée) Shi 奭, Duc de Shao 召, dirigeant du Yan[note 3][26],[27],[28],[29]
    - A été le Grand Protecteur du Roi Cheng[21]

- Le Yuanhe Xingzuan, ou "Registre des noms de famille de l'ère Yuanhe", répertorie les fils du roi Wen dans un ordre de naissance légèrement différent[30] :
  - Fils ainé: Bo Yikao (伯邑考)
  - Second fils: Fa, Roi Wu de Zhou (周武王)
  - Troisième fils: Xian, dirigeant de l'État de Guan (管叔鮮)
  - Quatrième fils: Dan, Duc de Zhou (周公旦)
  - Cinquième fils: Du, dirigeant de l'État de Cai (蔡叔度)[note 4]
  - Sixième fils: Chu, dirigeant de l'État de Huo (霍叔處)
  - Septième fils: Wu, dirigeant de l'État de Cheng (郕叔武)
  - Huitième fils: Feng, dirigeant de l'État de Kang, puis de celui de Wey ([衛]康叔封)
  - Neuvième fils: Zheng, dirigeant de l'État de Mao (毛叔鄭)
  - Dixième fils: Zai, dirigeant de l'État de An (冉[note 5]季載)
  - Onzième fils: dirigeant de l'État de Gao (郜叔)
  - Douzième fils Comte de Yong (雍伯)
  - Treizième fils: Zhenduo, dirigeant de l'État de Cao (曹叔振鐸)
  - Quatorzième fils: Xiu, Marquis de Teng (滕侯 / 滕叔繡)
  - Quinzième fils: Gao, Duke of Bi (畢公高)
  - Seizième fils: Comte de Yuan (原伯)
  - Dix-septième fils Marquis de Feng (豐侯)[note 6]
  - Dix-huitième fils: Comte de Xun (郇伯)[note 7]

## Arbre généalogique
|  |                                                    |  |  |  |  |  |  |  |  |  |  |  |  |  |  |  |
|  | Gongshu Zulei (1192 - 1158 av. J.-C.)              |  |  |  |  |  |  |  |  |  |  |  |  |  |  |  |
|  |                                                    |  |  |  |  |  |  |  |  |  |  |  |  |  |  |  |
|  |                                                    |  |  |  |  |  |  |  |  |  |  |  |  |  |  |  |
|  | Gugong Danfu (1158–1126 av. J.-C.)                 |  |  |  |  |  |  |  |  |  |  |  |  |  |  |  |
|  |                                                    |  |  |  |  |  |  |  |  |  |  |  |  |  |  |  |
|  |                                                    |  |  |  |  |  |  |  |  |  |  |  |  |  |  |  |
|  | Jili                                               |  |  |  |  |  |  |  |  |  |  |  |  |  |  |  |
|  |                                                    |  |  |  |  |  |  |  |  |  |  |  |  |  |  |  |
|  |                                                    |  |  |  |  |  |  |  |  |  |  |  |  |  |  |  |
|  | Tai Jiang de Pang                                  |  |  |  |  |  |  |  |  |  |  |  |  |  |  |  |
|  |                                                    |  |  |  |  |  |  |  |  |  |  |  |  |  |  |  |
|  |                                                    |  |  |  |  |  |  |  |  |  |  |  |  |  |  |  |
|  | Wen Wang (1125 av. J.-C. - 1050 av. J.-C.)         |  |  |  |  |  |  |  |  |  |  |  |  |  |  |  |
|  |                                                    |  |  |  |  |  |  |  |  |  |  |  |  |  |  |  |
|  |                                                    |  |  |  |  |  |  |  |  |  |  |  |  |  |  |  |
|  | Reine Tai Ren (une princesse de la dynastie Shang) |  |  |  |  |  |  |  |  |  |  |  |  |  |  |  |
|  |                                                    |  |  |  |  |  |  |  |  |  |  |  |  |  |  |  |
|  |                                                    |  |  |  |  |  |  |  |  |  |  |  |  |  |  |  |